# Cacosternum leleupi
Espèce
Statut de conservation UICN

 DD  : Données insuffisantes
Cacosternum leleupi est une espèce d'amphibiens de la famille des Pyxicephalidae.

## Répartition
Cette espèce est endémique de la province du Katanga en République démocratique du Congo,.

## Étymologie
Cette espèce est nommée en l'honneur de Narcisse Leleup (1912-2001).

## Publication originale
- Laurent, 1950 : Un Cacosternum nouveau du Katanga (Batr.). Revue de Zoologie et de Botanique Africaine, vol. 44, p. 138–139.